# Dreizehnlinden (Friedrich Wilhelm Weber)

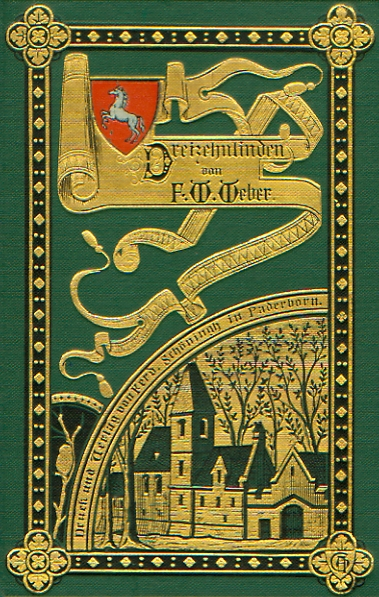
Edição original de Dreizehnlinden, datada em 1878.

Dreizehnlinden é um épico concebido e escrito pelo escritor austríaco Friedrich Wilhelm Weber. 
Em sua obra Dreizehnlinden, Friedrich Wilhelm Weber trata da batalha final entre os francos e os saxões na Europa Central, entre o então emergente cristianismo e o desaparecimento gradativo do paganismo germânico (veja Mitologia nórdica). 
Como os portadores principais dos ideais da cristandade naquele período da história européia eram os monges cristãos, o poeta inseriu a sua obra em um claustro fictício, o qual ele chamou de "Dreizehnlinden". 

## Dreizenlinden no Brasil
O idioma alemão (principalmente os dialetos tirolês e os de origem no Voralberg) é, de facto, uma língua regional brasileira em um grande número de municipalidades do sul do Brasil, como por exemplo Treze Tílias. Esta cidade, conhecida igualmente pelo seu nome alternativo em alemão Dreizehnlinden, teve seu nome escolhido pelo seu fundador Andreas Thaler justamente a partir do título desta obra de Friedrich Wilhelm Weber. Originalmente, Treze Tílias foi fundada como Dreizehnlinden, sendo, então, obrigada a mudar de nome oficialmente durante a repressão às línguas minoritárias no Brasil conduzida durante a campanha de nacionalização de Getúlio Vargas.